# Dasypolia informis
Dasypolia informis là một loài bướm đêm trong họ Noctuidae.